# Elena Brugger
Elena Heike Brugger (ur. 21 sierpnia 1997) – niemiecka zapaśniczka walcząca w stylu wolnym. Brązowa medalistka mistrzostw świata w 2024; piąta w 2023 roku. 
Brązowa medalistka mistrzostw Europy w 2022 i 2023. Triumfatorka akademickich MŚ w 2018. Złota medalistka MŚ wojskowych w 2025.
Trzecia na MŚ U-23 w 2018. Wicemistrzyni Europy U-23 w 2018. Trzecia na MŚ juniorów w 2017. Pierwsza na ME juniorów w 2016 i trzecia w 2017. Trzecia na MŚ kadetów w 2014 roku.
Mistrzyni Niemiec w 2019, 2022 i 2024; druga w 2023; trzecia w 2015, 2016, 2017 i 2018 roku.